# کوتووینا
کوتووینا (به لهستانی:  Kotowina) یک روستا در لهستان است که در گمینا باکاواژوو واقع شده‌است.